# 経塚丸雄
経塚 丸雄（きょうづか まるお）／井原 忠政（いはら ただまさ）は、日本の小説家、脚本家。神奈川県出身。

## 人物
中央大学法学部卒業後、2000年に脚本「連弾」が第25回城戸賞に入選し、経塚丸雄の筆名で脚本家デビュー。
主な作品に、映画「連弾」（2001年公開）、映画「鴨川ホルモー」（2009年公開）、映画「THE LAST -NARUTO THE MOVIE-」（2014年公開）などがある。
2016年に『銭が情けの新次郎 旗本金融道』で時代小説デビュー。2017年に同作で第6回歴史時代作家クラブ賞の新人賞を受賞。
2020年に井原忠政の筆名で『三河雑兵心得 足軽仁義』を執筆し以降は同名で活動している。
2022年に「三河雑兵心得」シリーズが、第7回吉川英治文庫賞の候補作となり、以後2025年（第10回）まで4年連続でノミネートされている。2025年には原作の漫画化作品である『羆撃ちのサムライ』が第54回日本漫画家協会賞まんが王国・土佐賞を漫画家の本庄敬と共に受賞した。

## 脚本
- 連弾（2001年・映画）
- 爆裂天使-INFINITY-（2007年・OVA）
- 鴨川ホルモー（2009年・映画）
- THE LAST -NARUTO THE MOVIE-（2014年・アニメ映画）
- 織田シナモン信長（2020年・テレビアニメ[3]、シリーズ構成兼任）

## 著書

### シリーズ作品
- 『旗本金融道』シリーズ（双葉文庫）
  - 銭が情けの新次郎(1)（2016年3月）ISBN 978-4575667721
  - 銭が仇の新次郎(2)（2016年7月）ISBN 978-4575667882
  - 馬鹿と情けの新次郎(3)（2016年11月）ISBN 978-4575668049
  - 斬るも情けの新次郎(4)（2017年3月）ISBN 978-4575668216
  - 情けが宝の新次郎(5)（2017年7月）ISBN　978-4575668438

- 『落ちぶれ若様奮闘記』シリーズ（祥伝社文庫）
  - すっからかん(1)（2017年10月）ISBN 978-4396343637
  - まったなし(2)（2018年5月）ISBN 978-4396344221

- 『わんわん武士道』シリーズ（双葉文庫）
  - 猛犬、江戸に跳ぶ(1)（2018年6月）ISBN 978-4575668933
  - 猛犬、月に咆える(2)（2018年10月）ISBN 978-4575669152
  - 猛犬、恋に落ちる(3)（2019年2月）ISBN 978-4575669336

- 『三河雑兵心得』シリーズ（双葉文庫）
  - 足軽仁義(1)（2020年1月）ISBN 978-4-575-66987-9
  - 旗指足軽仁義(2)（2020年3月）ISBN 978-4-575-66999-2
  - 足軽小頭仁義(3)（2020年5月）ISBN 978-4-575-67007-3
  - 弓組寄騎仁義(4)（2020年10月）ISBN 978-4-575-67029-5
  - 砦番仁義(5)（2021年2月）ISBN 978-4-575-67041-7
  - 鉄砲大将仁義(6)（2021年9月）ISBN 978-4-575-67069-1
  - 伊賀越仁義(7)（2021年10月）ISBN 978-4-575-67077-6
  - 小牧長久手仁義(8)（2022年2月）ISBN 978-4-575-67096-7
  - 上田合戦仁義(9)（2022年7月）ISBN 978-4-575-67118-6
  - 馬廻役仁義(10)（2022年11月）ISBN 978-4-575-67135-3
  - 百人組頭仁義(11)（2023年3月）ISBN　978-4-575-67149-0
  - 小田原仁義(12) （2023年9月）ISBN　978-4-575-67175-9
  - 奥州仁義(13)（2023年12月）ISBN　978-4-575-67183-4
  - 豊臣仁義(14)（2024年6月）ISBN　978-4-575-67204-6
  - 関ケ原仁義(15)上巻（2024年12月）ISBN　978-4-575-67220-6

- 『うつけ屋敷の旗本大家』シリーズ（幻冬舎時代小説文庫）
  - うつけ屋敷の旗本大家(1)（2022年6月）ISBN 978-4-344-43199-7
  - 悪友顛末(2)（2024年5月）ISBN　978-4-344-43384-7
  - 夫婦道中(3)（2024年11月）ISBN　978-4-344-43432-5

- 『人撃ち稼業』シリーズ（角川春樹事務所〈ハルキ文庫〉）
  - 人撃ち稼業(1)（2022年10月）ISBN 978-4-7584-4514-6
  - 殿様行列(2)（2023年5月）ISBN 978-4-7584-4558-0
  - 闇夜の決闘(3)（2024年3月）ISBN 978-4-7584-4623-5

- 『北近江合戦心得』シリーズ（小学館文庫）
  - 姉川忠義(1)（2022年12月）ISBN 978-4-09-407211-2
  - 長島忠義(2)（2023年7月）ISBN 978-4-09-407273-0
  - 長篠忠義(3)（2023年11月）ISBN　978-4-09-407310-2
  - 天王寺忠義(4)（2024年8月）ISBN　978-4-09-407373-7
  - 信貴山忠義(5)（2025年3月）ISBN　978-4-09-407445-1

### シリーズ外作品
- THE LAST -NARUTO THE MOVIE-（2014年12月、集英社）ISBN 978-4087033397
- 維新の羆撃ち（2017年6月、河出書房新社）ISBN 978-4309025797
  - 【改題】羆撃ちのサムライ（河出文庫、2021年7月）ISBN 978-4-309-41825-4
- 子連れ侍江戸草紙（2018年9月、角川文庫）ISBN 978-4041069776

## 原作

### 漫画
- 『羆撃ちのサムライ』全4巻（リイド社SPコミックス、脚本兼任）
  - 羆撃ちのサムライ(1)（2022年10月）ISBN 978-4-845-85965-8
  - 羆撃ちのサムライ(2)（2023年6月）ISBN 978-4-845-86245-0
  - 羆撃ちのサムライ(3)（2022年2月）ISBN 978-4-845-86578-9
  - 羆撃ちのサムライ(4)（2024年7月）ISBN 978-4-845-86670-0